# Unteres Schloss (Welden)

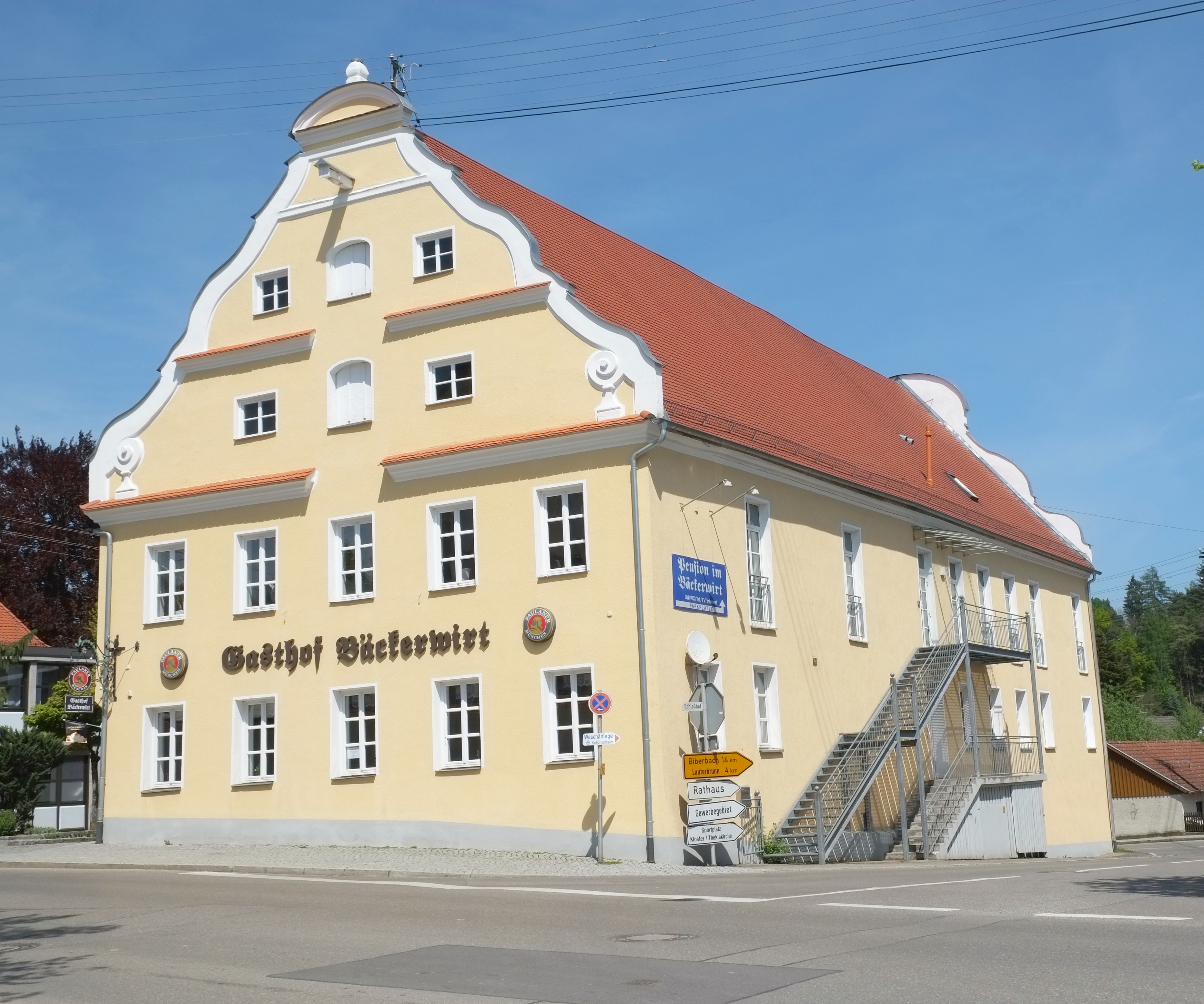
Das ehemalige „Untere Schloss“ und jetzige „Bäckerwirt“ in Welden

Das ehemalige Untere Schloss neben der Pfarrkirche in Welden im schwäbischen Landkreis Augsburg ist heute eine Gastwirtschaft („Bäckerwirt“). Die Bezeichnung Unteres Schloss bezieht sich auf den inzwischen abgegangenen Burgstall Welden der „Herren von Welden“, eines Dienstmannengeschlechtes der Markgrafen von Burgau. Es steht unter Denkmalschutz (Nummer D-7-72-216-7).

## Beschreibung
Das ehemalige Untere Schloss  war später Amtshaus und ist jetzt das Gasthaus Bäckerwirt. Der zweigeschossige Satteldachbau mit Schweifgiebel und Giebelgesimsen wurde um 1730 erbaut. 1765 erfolgte der Umbau von Joseph Dossenberger d. J.